# Strongylogaster filicis
Strongylogaster filicis är en stekelart som först beskrevs av Johann Christoph Friedrich Klug 1817.  Strongylogaster filicis ingår i släktet Strongylogaster, och familjen bladsteklar. Det är osäkert om arten förekommer i Sverige.